# SK Pardubice
Der SK Pardubice war ein tschechischer Fußballklub aus der ostböhmischen Stadt Pardubice. Der 1905 gegründete Verein spielte zwischen 1937 und 1946 in der höchsten Spielklasse.

## Vereinsgeschichte
Der SK Pardubice wurde am 27. August 1905 gegründet. Von 1913 bis 1916 nahm der Klub am so genannten Charity Cup teil, dem damals wichtigsten böhmischen Wettbewerb. Bei der ersten offiziellen Meisterschaft des Böhmischen Fußballverbandes ČSF im Jahr 1913 wurde der SK Pardubice mit nur einem Punkt aus sieben Spielen Letzter. Auch die zweite Teilnahme im Jahr 1917 blieb ohne Erfolg.
Bei der Einführung des Professionalismus im Jahre 1925 blieb der SK Pardubice im Amateurlager. Im gleichen Jahr wurde die Mannschaft ostböhmischer Meister und nahm an der Endrunde zur tschechoslowakischen Amateurmeisterschaft teil. In der Qualifikationsrunde besiegten die Blau-Weißen Viktoria Pilsen mit 5:3, in der ersten Hauptrunde unterlag das Team Rapid Vinohrady mit 1:3. In der Saison 1931/32 nahm der SK Pardubice erneut an der Endrunde der tschechoslowakischen Amateurmeisterschaft teil, schied aber diesmal schon in der Qualifikation mit 2:4 und 2:3 gegen Rapid Praha aus. Auch im Folgejahr erkämpfte sich die Mannschaft die Teilnahme. Das Aus kam jedoch bereits in der ersten Runde, in der sich der SK Baťa Zlín als zu stark erwies (2:2 und 1:3).
Nach der Aufhebung der Trennung zwischen Profi- und Amateurlager war der SK Pardubice zunächst zweitklassig. Der Aufstieg in die Staatsliga gelang der Mannschaft in der Saison 1936/37. Im ersten Jahr in der höchsten Spielklasse wurde der SK Pardubice Neunter, anschließend drei Mal nacheinander Dritter. In den Jahren 1942/43 und 1943/44 spielte die Mannschaft gegen den Abstieg, konnte diesen aber jeweils knapp verhindern. Das letzte Spieljahr der Pardubitzer in der Staatsliga war die Saison 1945/46. Mit nur neun Punkten aus 18 Spielen stand am Ende der Abstieg fest.
Nach der Machtergreifung durch die Kommunistische Partei im Februar 1948 wurde der Klub in MZK Pardubice umbenannt. Auf politischen Geheiß spielte die Mannschaft um den letzten freien Platz in der neu organisierten höchsten Spielklasse gegen den Militärklub ATK Prag. Das Hinspiel gewann der ATK mit 4:3, das Rückspiel der MZK ebenfalls mit 4:3. Im Entscheidungsspiel behielten die Soldaten mit 7:1 die Oberhand. Vor der Saison 1949 wurde der Klub in ČSSZ Pardubice umbenannt und nahm an der Oblastní soutěž teil, der damals zweithöchsten Spielklasse, die in der Saison 1950 wegen der einjährigen Einführung einer landesweiten zweiten Liga kurzzeitig die dritthöchste Spielklasse war. Von 1951 bis 1953 war ČSSZ Pardubice wieder zweitklassig. Im Jahr 1953 änderte der Klub seinen Namen in Tatran Pardubice. Nach 1954 – Grund war eine Reorganisation der Spielklassen – war die Mannschaft wieder drittklassig.
Zum 1. Januar 1960 ging Tatran Pardubice in Spartak Pardubice auf, der neue Verein erhielt die Bezeichnung Tesla Pardubice. Damit war der einstige SK Pardubice erloschen.

## Statistik
Der SK Pardubice verbrachte insgesamt acht Spieljahre in der höchsten Spielklasse der Tschechoslowakei und des Protektorats Böhmen und Mähren.
| Liga                           | Platz     | Spiele | Siege | Remis | Niederlagen | Tore  | Punkte |
| Státní Liga 1937/38            | 9. Platz  | 22     | 6     | 7     | 9           | 34:39 | 19     |
| Státní Liga 1938/39            | 3. Platz  | 20     | 13    | 2     | 5           | 50:34 | 28     |
| Českomoravská Liga 1939/40     | 3. Platz  | 22     | 9     | 5     | 8           | 46:39 | 23     |
| Českomoravská Liga 1940/41     | 3. Platz  | 22     | 10    | 4     | 8           | 44:32 | 24     |
| Českomoravská Liga 1941/42     | 4. Platz  | 22     | 10    | 3     | 9           | 44:40 | 23     |
| Českomoravská Liga 1942/43     | 8. Platz  | 22     | 9     | 2     | 11          | 54:51 | 20     |
| Českomoravská Liga 1943/44     | 9. Platz  | 26     | 10    | 3     | 13          | 61:70 | 23     |
| Státní Liga 1945/46 Oddělení B | 10. Platz | 18     | 3     | 3     | 12          | 35:75 | 9      |

## Vereinsnamen
Von 1905 bis 1948 hieß der Klub SK Pardubice. Die erste Umbenennung folgte 1948 in MZK Pardubice, kurze Zeit später hieß der Klub Sokol MZK Pardubice. Anschließend folgten weitere Namensänderungen: 1949 in ZSJ ČSSZ Pardubice und 1953 in TJ Tatran Pardubice. 

## Bekannte ehemalige Spieler
- Vilém Kreuz
- Karel Horák
- Jiří Zástěra
- Jaroslav Cejp
- Ladislav Ženíšek, war als Jugendlicher für den Verein aktiv